# Ульріх Фолькерс
Ульріх Фолькерс (нім. Ulrich Folkers; 6 березня 1915, Кіль — 6 травня 1943, Атлантичний океан) — німецький офіцер-підводник, капітан-лейтенант крігсмаріне. Кавалер Лицарського хреста Залізного хреста.

## Біографія
8 квітня 1934 року вступив на службу у ВМФ. Служив на легкому крейсері «Емден» і вахтовим офіцером на есмінці «Бруно Гайнеманн». В квітні 1940 року переведений в підводний флот і після перепідготовки призначений 1-м вахтовим офіцером на підводний човен U-37, якою командував Ніколай Клаузен. З 3 травня по 15 листопада 1941 року — командир U-37, з 15 грудня 1941 року — U-125, на якому зробив 5 походів (провівши в морі в цілому 339 днів). В січні 1942 року в складі «вовчої зграї» з 5 човнів брав участь в операції «Паукеншлаг». Якщо в першому поході Фолькерс потопив тільки 1 корабель, то другий і третій походи принесли йому славу одного з найрезультативніших підводників. 6 травня 1943 року U-125 був потоплений поблизу берегів Ньюфаундленду корветом «Сноуфлейк». Всі 54 члени екіпажу загинули.
Всього за час бойових дій потопив 17 кораблів загальною водотоннажністю 82 873 тонни.
| Дата            | Назва корабля     | Тип                   | Тоннаж | Вантаж                                                                                     | Екіпаж | Загинули | Країна                   | Конвой |
| --------------- | ----------------- | --------------------- | ------ | ------------------------------------------------------------------------------------------ | ------ | -------- | ------------------------ | ------ |
| 26 січня 1942   | West Ivis         | Торговий пароплав     | 5,666  | Генеральні вінтажі                                                                         | 45     | 45       | США                      |        |
| 23 квітня 1942  | Lammot Du Pont    | Торговий пароплав     | 5,102  | 6812 тонн лляного насіння                                                                  | 54     | 19       | США                      |        |
| 3 травня 1942   | San Rafael        | Торговий пароплав     | 1,973  |                                                                                            | 38     | 1        | Домініканська Республіка |        |
| 4 травня 1942   | Tuscaloosa City   | Торговий пароплав     | 5,687  | 7916 тонн генеральних вантажів, включаючи марганцеву руду, гуму, джут і шелак              | 34     | 0        | США                      |        |
| 6 травня 1942   | Green Island      | Торговий теплохід     | 1,946  | 2704 тонни генеральних вантажів                                                            | 22     | 0        | США                      |        |
| 6 травня 1942   | Empire Buffalo    | Торговий пароплав     | 6,404  | Баласт                                                                                     | 42     | 13       | Британська імперія       |        |
| 9 травня 1942   | Calgarolite       | Тепловий танкер       | 11,941 | Баласт                                                                                     | 45     | 0        | Канада                   |        |
| 14 травня 1942  | Comayagua         | Торговий пароплав     | 2,493  | Баласт                                                                                     | 42     | 7        | Гондурас                 |        |
| 18 травня 1942  | Mercury Sun       | Тепловий танкер       | 8,893  | 93 607 барелів мазуту ВМС                                                                  | 35     | 6        | США                      |        |
| 18 травня 1942  | William J. Salman | Торговий пароплав     | 2,616  | 2730 тонн будівельних матеріалів                                                           | 28     | 6        | США                      |        |
| 1 вересня 1942  | Ilorin            | Торговий пароплав     | 815    | Баласт                                                                                     | 37     | 33       | Британська імперія       |        |
| 23 вересня 1942 | Bruyère           | Торговий пароплав     | 5,335  | 6729 тонн харчових продуктів і генеральних вантажів, включаючи м'ясо, шкури, бавовну і рис | 51     | 0        | Британська імперія       |        |
| 29 вересня 1942 | Baron Ogilvy      | Торговий пароплав     | 3,391  | 5150 тонн залізної руди                                                                    | 40     | 8        | Британська імперія       |        |
| 30 вересня 1942 | Empire Avocet     | Торговий пароплав     | 6,015  | 3724 тонн мороженого м’яса і 1225 тонн генеральних вантажів                                | 51     | 2        | Британська імперія       |        |
| 30 вересня 1942 | Kumsang           | Пасажирський пароплав | 5,447  | 7000 тонн генеральних вантажів                                                             | 114    | 4        | Британська імперія       |        |
| 8 жовтня 1942   | Glendene          | Торговий пароплав     | 4,412  | 6900 тонн генеральних вантажів                                                             | 43     | 5        | Британська імперія       |        |
| 4 травня 1943   | Lorient           | Торговий пароплав     | 4,737  | Баласт                                                                                     | 46     | 46       | Британська імперія       | ONS-5  |

## Військові звання
- Кандидат в офіцери (8 квітня 1934)
- Морський кадет (26 вересня 1934)
- Фенріх-цур-зее (1 липня 1935)
- Оберфенріх-цур-зее (1 січня 1937)
- Лейтенант-цур-зее (1 квітня 1937)
- Оберлейтенант-цур-зее (1 квітня 1939)
- Капітан-лейтенант (1 листопада 1941)

## Нагороди
- Орден «За військові заслуги» (Болгарія) 4-го класу з короною (1 листопада 1936)
- Медаль «За вислугу років у Вермахті» 4-го класу (4 роки; 8 квітня 1938)
- Залізний хрест
  - 2-го класу (15 січня 1940)
  - 1-го класу
- Нагрудний знак підводника (26 березня 1941)
- Відзначений у Вермахтберіхт
  - «Човни під командуванням капітан-лейтенантів Турманна, Вюрдеманна і Фолькерса відзначилися успіхом в американських водах.» (22 травня 1942)
- Лицарський хрест Залізного хреста (27 березня 1943)